# Куттян

42°54′6″ пн. ш. 140°45′33″ сх. д. / 42.90167° пн. ш. 140.75917° сх. д.
Куття́н (яп. 倶知安町, くっちゃんちょう, МФА: [kut̚.t͡ɕaɴ t͡ɕoː]) — містечко в Японії, в повіті Абута округу Сірібесі префектури Хоккайдо. Станом на 1 жовтня 2008 року площа містечка становила 261,24 км². Станом на 31 березня 2017 населення містечка становило 16 097 осіб.